# جولیانو زوراتی
جولیانو زوراتی (انگلیسی: Giuliano Zoratti; ۱۳ ژوئیهٔ ۱۹۴۷ – ۲ ژوئیهٔ ۲۰۲۱) بازیکن فوتبال اهل ایتالیا بود.
از باشگاه‌هایی که در آن بازی کرده‌است می‌توان به باشگاه فوتبال پرو گوریتسیا و باشگاه فوتبال اودینزه اشاره کرد.